# Chiesa della Maria Santissima del Rosario
La chiesa della Maria Santissima del Rosario si trova a Siena in via del Pignattello.

## Storia e descrizione
La chiesa fu costruita dopo la peste del 1348 per custodirvi la venerata Madonna di Monteguaitano, piccolo trittico trecentesco in legno ed avorio che era oggetto di devozione popolare per tutto il secolo e particolarmente durante l'epidemia del 1348. A tale scopo l'edificio fu inizialmente intitolato a Santa Maria delle Grazie. Il piccolo trittico, precedentemente ubicato in una nicchia delle vicine mura, è oggi ancora esistente e custodito presso la chiesa della Sapienza.
Nel 1441 la chiesa passò alle Convertite, che lo intitolarono a Santa Maria Maddalena Penitente e che lo occuparono fino alla soppressione degli ordini religiosi operata da napoleone (1809). Fu sotto la gestione delle Convertite che la chiesa fu pesantemente rimaneggiata nei secoli successivi. In seguito al passaggio della chiesa alla Diocesi senese, la chiesa fu intitolata a Maria Santissima del Rosario di Pompei.
Il rimaneggiato interno presenta resti di affreschi trecenteschi di gusto lorenzettiano sulla volta (Evangelisti) e nella parete destra (Martirio di san Lorenzo); la Madonna che presenta Cristo alla Maddalena nella cupola è invece opera di Annibale Mazzuoli.